# George Chrystal
George Chrystal (Oldmeldrum, 8 de marzo de 1851 - Edimburgo, 3 de noviembre de 1911) fue un matemático escocés. Es conocido principalmente por sus libros sobre álgebra y sus estudios sobre los seiches (patrones de ondas en grandes cuerpos de agua interiores) que le valieron una Medalla de Oro de la Royal Society de Londres que fue entregada poco después de su muerte.

## Biografía
Nació en Oldmeldrum el 8 de marzo de 1851, hijo de Margaret (apellido de soltera Burr) y William Chrystal, un rico granjero y comerciante de semillas.
Fue educado en la Aberdeen Grammar School y en la Universidad de Aberdeen. En 1872, se mudó para estudiar con James Clerk Maxwell en Peterhouse, Cambridge. Se graduó de Second Wrangler en 1875, junto con William Burnside, y fue elegido miembro de Corpus Christi. Fue designado para la Cátedra Regius de Matemáticas en la Universidad de Saint Andrews en 1877, y luego en 1879 para la Cátedra de Matemáticas en la Universidad de Edimburgo. En 1911, recibió la Medalla Real de la Royal Society por sus investigaciones sobre las oscilaciones superficiales de los lochs escoceses.
Contribuyó en la redacción de la Ley de Universidades de Escocia de 1889 y fue uno de los fundadores de la Sociedad Matemática de Edimburgo. Además, recibió dos doctorados honorarios (LLD), por la Universidad de Aberdeen en 1887 y por parte de la Universidad de Glasgow en 1911.
Fue elegido miembro de la Royal Society of Edinburgh en 1880, siendo propuesto por James Clerk Maxwell. Fue galardonado con la Medalla Keith de la Sociedad en la edición de 1879-1881 y con el Premio Gunning Victoria Jubilee para la edición de 1904-08. Se desempeñó como vicepresidente de la Sociedad de 1895 a 1901 y secretario general de 1901 a 1911. Se le atribuye haber propuesto el traslado de la Sociedad de Mound a George Street.
Enfermó en 1909 y su salud se agravó a principios de 1911, lo que llevó a la Universidad a concederle una excedencia a partir de abril de ese año. Un verano sin trabajo no lo mejoró. Murió el 3 de noviembre de 1911 en 5 Belgrave Crescent en Edimburgo. Está enterrado en el cementerio de Foveran en Aberdeenshire.
Se casó con Margaret Anne Balfour (1851-1903) en 1879. Ella murió antes que él y está enterrada en el cementerio Dean junto a su hijo Walter MacDonald Chrystal, quien murió durante su infancia. El matrimonio tuvo cuatro hijos y dos hijas.

## Obra parcial
- Chrystal, George (Mayo de 1999). Algebra: An Elementary Text-Book for the Higher Classes of Secondary Schools and for Colleges. (Volumes I & II). Publicado originalmente en 1886 (7 edición). American Mathematical Society. ISBN 978-0-8218-1931-9.
- George Chrystal publicó tres artículos en la edición de 1911 de la Encyclopædia Britannica: «Pascal, Blaise»; «Perpetual Motion» y «Riemann, Georg Friedrich Bernhard».